# Ханвилер
Ханвилер (фр. Hanviller) насеље је и општина у североисточној Француској у региону Лорена, у департману Мозел која припада префектури Саргемен.
По подацима из 2011. године у општини је живело 236 становника, а густина насељености је износила 27,25 становника/km². Општина се простире на површини од 8,66 km². Налази се на средњој надморској висини од 270 метара (максималној 399 m, а минималној 262 m).

## Демографија
| 1962. | 1968. | 1975. | 1982. | 1990. | 1999. | 2011. |
| ----- | ----- | ----- | ----- | ----- | ----- | ----- |
| 144   | 173   | 187   | 187   | 201   | 217   | 236   |

График промене броја становника у току последњих година